# شاه قطب الدين حيدر
شاه قطب‌ الدین حیدر (بالفارسية: شاه قطب‌الدین حیدر) (بالإنجليزية: Shah Qotb ol Din Heydar)‏، قرية في قسم درزوسابيان الريفي، الناحية المركزية، مقاطعة لارستان، محافظة فارس، إيران. يبلغ عدد سكانها حسب إحصاء عام 2006 ميلادية 200 نسمة في 37 عائلة.